# Néstor Arenas
Néstor Arenas (Bucaramanga, Santander, Colombia; 27 de septiembre de 1993) es un futbolista colombiano. Juega de delantero.

## Clubes
| Club                 | País      | Año         |
| -------------------- | --------- | ----------- |
| Real Santander       | Colombia  | 2012 - 2016 |
| Real Cartagena       | Colombia  | 2017        |
| Real Santander       | Colombia  | 2017 - 2019 |
| Trujillanos FC       | Venezuela | 2019 - 2020 |
| Manaus Futebol Clube | Brasil    | 2021        |

## Estadísticas
| Club                      | Div.       | Temporada | Liga | Liga  | Copa Nacional | Copa Nacional | Copa Internacional | Copa Internacional | Total | Total |
| Club                      | Div.       | Temporada | PJ   | Goles | PJ            | Goles         | PJ                 | Goles              | PJ    | Goles |
| ------------------------- | ---------- | --------- | ---- | ----- | ------------- | ------------- | ------------------ | ------------------ | ----- | ----- |
| Real Santander · Colombia |            |           |      |       |               |               |                    |                    |       |       |
| 2.ª                       | 2012       | 5         | 0    | —     | —             | —             | —                  | 5                  | 0     |       |
| 2.ª                       | 2013       | 26        | 5    | 8     | 0             | —             | —                  | 34                 | 5     |       |
| 2.ª                       | 2014       | 23        | 1    | 8     | 1             | —             | —                  | 31                 | 2     |       |
| 2.ª                       | 2015       | 21        | 1    | 4     | 2             | —             | —                  | 25                 | 3     |       |
| 2.ª                       | 2016       | 31        | 8    | 5     | 2             | —             | —                  | 36                 | 10    |       |
| 2.ª                       | 2017       | 12        | 0    | —     | —             | —             | —                  | 12                 | 0     |       |
| 2.ª                       | 2018       | 28        | 10   | 2     | 0             | —             | —                  | 30                 | 10    |       |
| Total club                | Total club | 141       | 25   | 27    | 5             | 0             | 0                  | 168                | 30    |       |